# Godfried Oost
Godfried Oost (Sint-Eloois-Winkel, 2 april 1924 – Roeselare, 20 mei 1994) was een Belgische priester, deken in Roeselare en auteur van toneelwerk.

## Biografie
Godfried Oost volgde les aan het Klein Seminarie en volbracht zijn seminariestudies in Brugge. Hij werd in 1948 tot priester gewijd. Tot 1953 was hij als leraar verbonden aan het Klein Seminarie in Roeselare. Daarna werd hij directeur van de Vrije Tuinbouwschool. In 1956 werd hij directeur van het Sint-Jan-Berchmanscollege in Avelgem, school die hij uitbouwde tot een college met hogere cycli en met een nieuwe technische afdeling. 
In 1968 volgde hij Alban Vervenne op als deken in het decanaat Roeselare en pastoor van de Sint-Michielsparochie. De dekens in Roeselare hadden traditioneel een grote invloed op het katholieke stadsbestuur en de samenleving. Oost werd de laatste van de dekens met grote maatschappelijke invloed. Zijn opvallendste verwezenlijking was de oprichting van het Mannahuis waar vrijwilligers steun verlenen aan de zwaksten in de maatschappij, onder meer door voedselbedelingen. In 1994 werd hij gevierd voor zijn zilveren ambtsjubileum en kort daarop overleed hij plots.

## Publicaties
Godfried Oost was ook literair actief. Hij schreef heel wat toneelspelen. Centrale thema's waren onder meer het kerstgebeuren, heiligenlevens en de lokale geschiedenis. 

## Bron
- Peter ASPESLAGH, Roeselaarse Auteurs. Godfried Oost, Roeselare, 2004